# Philippe de Chabot
Philippe de Chabot, também conhecido por Senhor de Brion, Conde de Charny e Marques de Mirabeau (1492 - 1543) foi um almirante francês.
Alcançou o almirantado após a batalha de Pavia e por anos foi responsável pela esquadra francesa no Atlântico. Também foi embaixador na Inglaterra. 
Philippe de Chabot caiu em desgraça, quando foi descoberto que aceitara suborno de D. Ataíde, sendo acusado de prevaricação, peculato e corrupção. Em 1542 foi considerado inocente, recuperando seus bens e galardões. Morreu no início do ano de 1543.